# Juan José de Amézaga

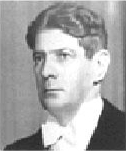
Juan José de Amézaga

Juan José de Amézaga Landaraso (* 28. Januar 1881 in Montevideo; † 21. August 1956 ebenda) war ein uruguayischer Jurist und vom 1. März 1943 bis zum 28. Februar 1947 Präsident Uruguays. Die Wiedereinsetzung bürgerlicher Rechte in seiner Regierungszeit markiert für Uruguay den Beginn einer neuen Ära, von dem alle gesellschaftlichen Bereiche profitierten.
Bevor Amézaga Präsident wurde, war er Botschafter und Generalbevollmächtigter seines Landes beim Völkerbund.
Als Kandidat der Partido Colorado ging Amézaga siegreich aus den Wahlen vom 29. November 1942 hervor. Gleichzeitig war durch eine Volksabstimmung die Verfassung geändert worden; damit waren demokratische Elemente, die durch den Staatsstreich von 1933 abgeschafft worden waren, wieder eingesetzt worden. Die Regierung Amézaga (mit Außenminister Rodríguez Larreta) führte Uruguay weiter in Richtung Demokratie, was auch in der Politik gegenüber den Weltkriegsmächten deutlich wurde. Uruguay hatte 1939 seine Neutralität erklärt, 1942 aber die Beziehungen mit den Achsenmächten abgebrochen und fortan die Alliierten unterstützt. Im Februar 1945 gipfelte dies in einer Kriegserklärung gegenüber dem Deutschen Reich und Japan. Wie schon im Ersten Weltkrieg entsandte Uruguay aber keine kämpfenden Truppen.
Die Regierung Amézaga reformierte die Sozialgesetze; noch 1943 brachte sie den „Consejo de Salarios“ auf den Weg, einen „Lohnrat“ zur Verhandlung und Festlegung der Arbeitslöhne, dem Vertreter von Staat, Arbeitgebern und Arbeitnehmern angehörten, und führte ein Programm zur Förderung von Familien ein. Gleichzeitig wurden die Arbeiter in der Landwirtschaft in das Rentensystem integriert.
1945 verabschiedete das uruguayische Parlament ein Gesetz, das allen Arbeitern bezahlte Urlaubstage sicherte. 1946 verbesserte ein Gesetz die Situation der Landarbeiter, der ärmsten Bevölkerungsschicht des Landes weiter; außerdem wurden in diesem Jahr Frauen dieselben Rechte zugestanden wie Männern.